# William Sancroft

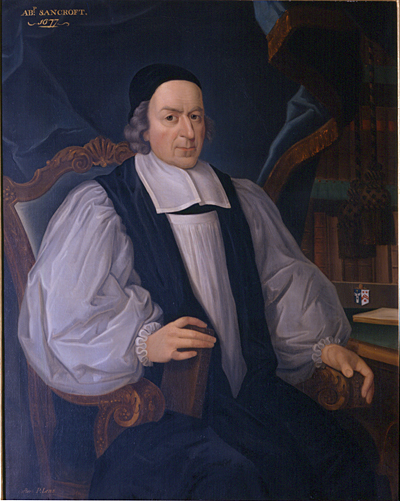
William Sancroft, Gemälde von 1677, Lambeth Palace Collection

William Sancroft (* 30. Januar 1617 in Fressingfield, Suffolk; † 24. November 1693 ebenda) war ab 1668 Erzbischof von Canterbury und Führungsfigur der Non-Jurors.

## Biografie

### Jugend und Studium
William Sancroft stammte aus einer alteingesessenen, wohlhabenden Familie von Grundbesitzern (yeomen). Die Eltern Francis Sandcroft und Margaret geb. Butcher hatten sechs Töchter und zwei Söhne, Thomas und William. Diese besuchten die Elementarschule in Bury St Edmunds. Als sie zum Studium nach Cambridge gingen, brachten sie gediegene Latein- und Griechischkenntnisse mit. Beide wurden am 10. September 1633 ins Emmanuel College aufgenommen, dessen Leiter ihr eigener Onkel war, William Sandcroft (sic!). Die Immatrikulation der Brüder folgte am 3. Juli 1634. William Sancroft erwarb ein breites Wissen mit Schwerpunkten in Dichtung, Philosophie, Geschichte und Geographie. Er erwarb den Grad des Bachelor 1637, vier Jahre darauf den des Master. 1642 wurde er Fellow des College und bereitete sich auf die geistliche Laufbahn vor. Als Tutor, Praelector und Bursar war er vielfältig im universitären Leben Cambridges aktiv. Im gleichen Jahr begann der Englische Bürgerkrieg.
Sancroft war ein überzeugter Anglikaner, der puritanische Reformen missbilligte. Als Nicht-Kombattant wartete er ab, wie sich die politische Lage entwickelte, und trieb seine akademischen Studien voran. Es war diese Passivität, aber auch die Fürsprache von Freunden, die ihn schützte, als Royalisten aus dem College entfernt wurden. 1648 erwarb er den Grad eines Bachelor of divinity. Die Enthauptung des Königs an seinem 32. Geburtstag war für Sancroft und seine royalistische Familie eine Katastrophe. Er zog sich ins Privatleben zurück und wohnte teils in Fressingfield, teils in London. Finanziell unabhängig, hatte er es nicht nötig, eine Anstellung als Kaplan anzunehmen und widmete sich seinen Studien, ohne aber etwas zu veröffentlichen. 1657 reiste er in die Niederlande und knüpfte Kontakte mit exilierten anglikanischen Geistlichen. Von dort aus reiste er in die Schweiz (Basel, Genf) und nach Italien: Venedig, Padua und Rom. Er besichtigte die Sehenswürdigkeiten, entwickelte sich zum Kunstsammler und besuchte Gelehrte.

### Kirchliche Laufbahn unter Karl II.
Als Karl II. seine Herrschaft antrat, kehrte Sancroft nach England zurück. Er wurde Hofkaplan bei John Cosin, der 1660 zum Bischof von Durham geweiht wurde, und predigte bei diesem Anlass in der Westminster Abbey. Der Savoy Conference blieb Sancroft fern. Cosin beauftragte ihn, an der Revision des Book of Common Prayer mitzuarbeiten. Er war für die Drucklegung verantwortlich.
Sancroft stieg Anfang der 1660er Jahre in der kirchlichen Hierarchie auf: ein Rektorat in Houghton-le-Spring, eine Pfründe der Kathedrale von Durham. Er widersetzte sich seinem Bischof nur darin, dass er zölibatär blieb und dessen ihn betreffende Heiratspläne zurückwies. Gilbert Sheldon, Dekan der Hofkapelle und Bischof von London, war auf Sancroft aufmerksam geworden und holte ihn als Hofkaplan in die Nähe des Königs. Als William Dillingham seine Stellung als Leiter des Emmanuel College verlor, wurde Sheldon auf königlichen Wunsch am 30. August 1662 als dessen Nachfolger gewählt; diese Personalpolitik sollte das Emmanuel College stärker anglikanisch ausrichten. Er wandelte die Kapelle des College in eine Bibliothek um und plante den Neubau einer Kapelle, die ein würdiger Rahmen für die anglikanische Liturgie wäre. Dafür warb er Unterstützung ein.

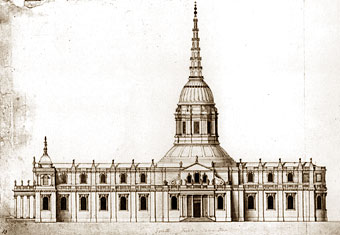
Wrens 1675 angenommener Entwurf von St Paul’s Cathedral

Die nächsten Karriereschritte waren in 1664 die Ernennung zum Dekan von York und zum Kaplan von St Paul’s Cathedral. Die Kathedrale war renovierungsbedürftig, und Sancroft traf sich im Sommer 1666 mit Architekten, um die Planungen zu besprechen. Christopher Wren und John Evelyn schlugen eine repräsentative Kuppel vor; Sancroft, der Venedig und Rom gesehen hatte, unterstützte sie. Der Große Brand von London verwandelte St Paul’s im September 1666 in eine Ruine. Sancroft hielt eine Bußpredigt, die auf Wunsch des Königs gedruckt wurde. Eine Renovierung der Kathedrale hielt Sancroft nicht länger für realistisch. Er rechnete damit, dass Karl II. die Gelder für repräsentative Architektur bereitstellen würde, und regte einen Neubau an. Christopher Wren bevorzugte einen großen Zentralbau, aber Sancroft modifizierte die Planungen so, dass bereits während der Bauzeit Gottesdienste in dem Gebäude möglich sein sollten. Er war kontinuierlich mit dem Neubau von St Paul’s befasst, warb Gelder ein und spendete auch aus seinem Privatvermögen dafür. Zweimal schlug er eine Ernennung zum Bischof aus (Chester 1668, Chichester 1669).

### Erzbischof von Canterbury
Als Gilbert Sheldon, der Erzbischof von Canterbury, am 9. November 1677 starb, wurde Sancroft auf Wunsch des Monarchen zum Nachfolger gewählt und am 27. Januar 1678 in der Lambeth House Chapel geweiht. Seine Amtsführung als Erzbischof zeigt das Bestreben, den anglikanischen Klerus zu stärken: politisch durch Unterstützung der Tories, kirchlich durch höhere Anforderungen bei der Ordination und durch Kontrolle der Amtsinhaber. So führte er 1682 eine Visitation seiner Metropolie durch, und er entließ Thomas Wood, Bischof von Lichfield und Coventry, weil dieser seine Aufgaben vernachlässigte.
Trotz seiner stark antikatholischen Haltung lehnte er alle Versuche, Jakob, den Herzog von York, wegen seines katholischen Glaubens von der Thronfolge auszuschließen, ab. Die Thronfolge stehe ihm aus göttlichem Recht zu. Im Parlament stimmte er gegen die Exclusion Bill. Als Veteran des Englischen Bürgerkriegs sah Sheldon Parallelen zwischen dem damaligen Puritanismus und der Whig-Partei.

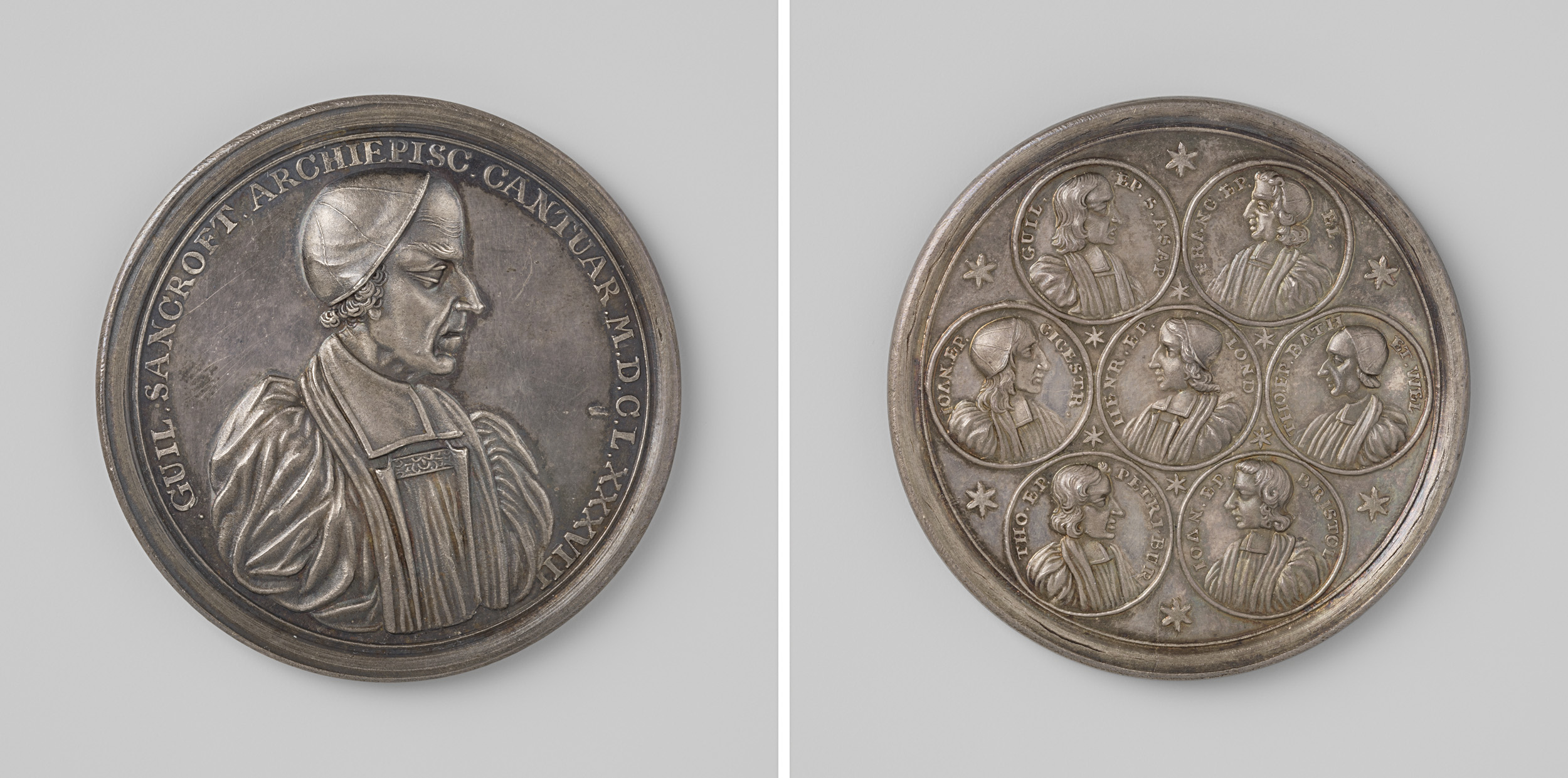
Gedenkmedaille, Vorderseite: Erzbischof Sancroft im Profil; Rückseite: die sieben Bischöfe. Alle tragen ihren Bischofsornat

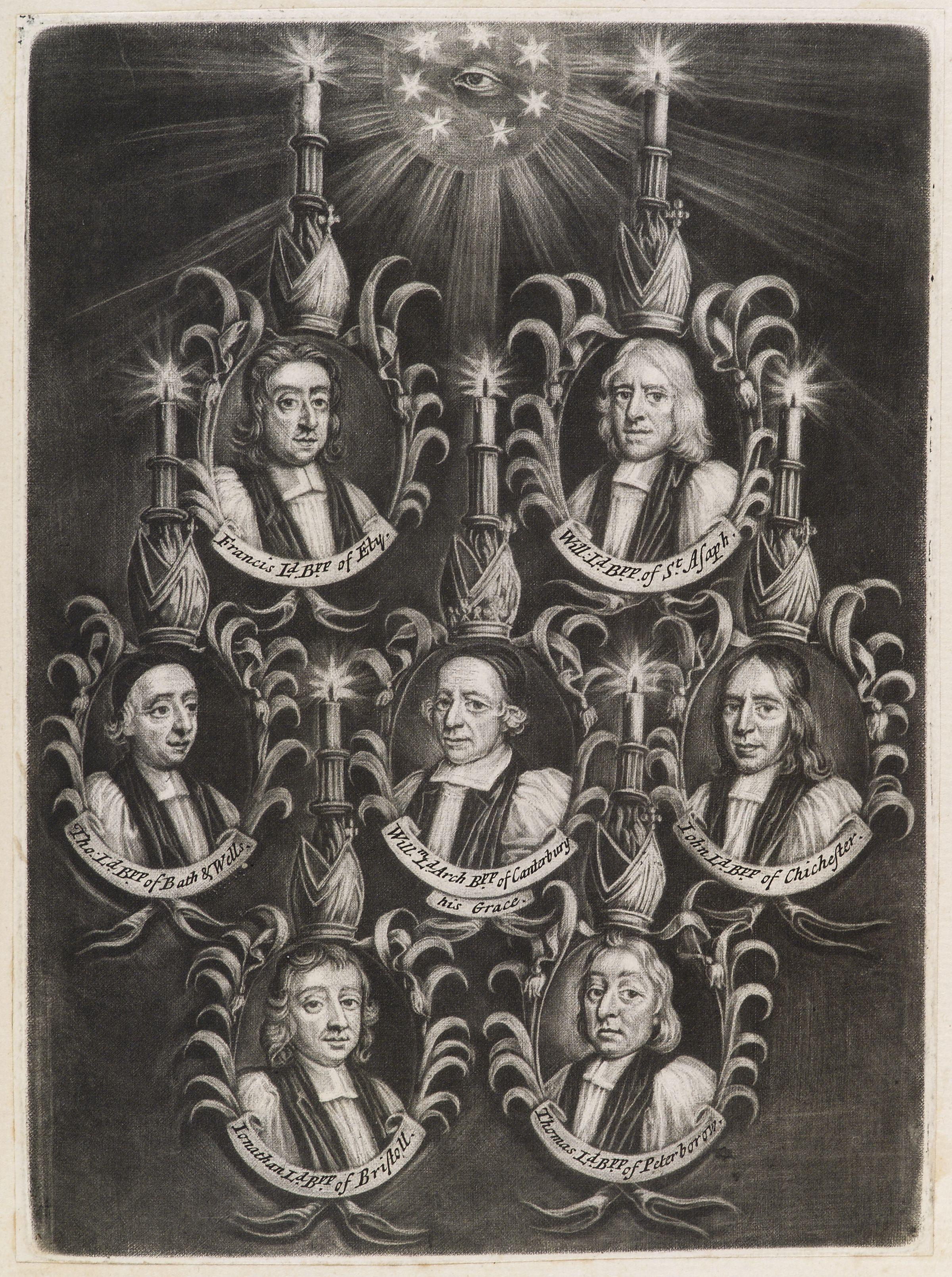
Die sieben Bischöfe als „Leuchter“ der Kirche

Den Regierungsantritt Jakobs II. 1685 begrüßte Sancroft, obwohl damit ein katholischer Monarch Oberhaupt der Kirche von England wurde, der folglich die Messe besuchte und anglikanischen Gottesdiensten fernblieb. Sancroft krönte König und Königin; er nahm dazu tiefgreifende Änderungen im Krönungsritual vor, da die Kommunion ausfallen musste. Die Kirchenpolitik Jakobs führte bald dazu, dass sich die Klagen in den Diözesen häuften und im Parlament 20 Bischöfe, darunter Sancroft, zur Opposition übergingen. Daraufhin löste der König das Parlament auf. Sancroft hatte die königliche Gunst verloren und hatte bei anstehenden Bischofsernennungen keine Mitsprachemöglichkeit mehr. Als Jakob II. durch die declaration of indulgence die Lebensumstände seiner katholischen Untertanen verbessern wollte (4. April 1687), nahm Sancroft Gespräche mit Dissentern auf, um zu sondieren, ob sich eine einheitliche protestantische Front gegen das Vordringen des Katholizismus zusammenbringen ließ. Der königliche Befehl, die declaration of indulgence von den Kanzeln zu verlesen (4. Mai 1688), kam für Sancroft überraschend. Der anglikanische Klerus war unentschieden, wie man darauf reagieren sollte. Sancroft gab zusammen mit sechs seiner Bischöfe eine Petition ab, in der sie der königlichen Anordnung widersprachen. Außer Sancroft gehörten zu dieser Gruppe:
- Francis Turner, Bischof von Ely,
- Thomas White, Bischof von Peterborough,
- Thomas Ken, Bischof von Bath und Wells,
- John Lake, Bischof von Chichester,
- Jonathan Trelawny, Bischof von Bristol,
- William Lloyd, Bischof von Norwich.

Für Jakob II. war das Rebellion; sechs der Geistlichen (bis auf Lloyd) wurden im Tower of London inhaftiert. In der Stadt fanden Sympathiekundgebungen für sie statt. Den Bischöfen wurde wegen Aufruhr der Prozess gemacht, der aber mit einem Freispruch endete. Als sie am 30. Juni aus der Haft entlassen wurden, hatten sie einen großen Teil der Bevölkerung hinter sich, der die königliche Toleranzpolitik ablehnte. Jakobs Autorität als König hatte erheblichen Schaden genommen. George Bower ließ eine silberne Medaille prägen, um an den Sieg der Bischöfe vor Gericht zu erinnern (Foto). Auf der Vorderseite ist der Erzbischof dargestellt, auf der Rückseite die sechs Bischöfe und in der Mitte der bereits vorher suspendierte Bischof von London, Henry Compton. Das ist nur eine von mehreren zeitgenössischen Darstellungen, die Sancroft und seine Bischöfe als Helden und potentielle Märtyrer idealisierte. Eine Bleimedaille zeigt auf der Vorderseite die Kirche von England, die von einem Jesuiten und einem Mönch beschädigt, von Gott aber beschützt wird. Auf der Rückseite sind die sechs Bischöfe und Erzbischof Sancroft in der Mitte dargestellt. Eine mehrfach variierte Druckgraphik (Foto) bringt die sieben Bischöfe in Verbindung zu den sieben Leuchtern aus der biblischen Offenbarung des Johannes.
Sancroft wies seinen Klerus nun an, mit dem Landadel zu kooperieren, katholische Emissäre abzuweisen, aber dem König stets loyal zu sein. Als die Invasion Wilhelms von Oranien bevorstand, wies Sancroft den Verdacht von sich, er habe den protestantischen Herrscher herbeigerufen. Als Jakob II. ins Exil floh, präsidierte er einer Übergangsregierung von 27 Peers, die am 11. Dezember in Whitehall zusammentrat. Dem Gremium gelang es, die öffentliche Ordnung in London aufrechtzuerhalten.

### Non-Juror
Daraufhin zog sich Sancroft aus der Politik zurück und nahm die Wahl zum Kanzler der Universität Cambridge an. So lange Jakob II. lebte, sei er der legitime Monarch. Folglich erkannte Sancroft das neue Herrscherpaar Wilhelm und Maria nicht an. Am 1. August 1689 wurde er deshalb suspendiert und am 1. Februar 1690 seines Amtes als Erzbischof enthoben. Fünf Bischöfe folgten seinem Beispiel, etwa 300–400 Gemeindepfarrer und einige Tausend Kirchenmitglieder schlossen sich ihnen an (Non-Jurors). Das ihre Ämter mit neuen Bischöfen besetzt wurden, die Wilhelm den Treueid leisteten, führte in der Kirche von England zu einem Schisma. Da ihnen vorgeworfen wurde, mit Frankreich im Bunde zu stehen, wo Jakob II. im Exil lebte, verfasste Sancroft eine Rechtfertigungsschrift: A Vindication of the Archbishop and Several other Bishops (1690). Er ließ sich in Fressingfield nieder, wo er den Rest seines Lebens verbrachte. Dabei war es seine Hauptsorge, das, was er als die legitime Church of England ansah, organisatorisch zu festigen und weiterzuführen. Deshalb übergab er seine Privilegien als Erzbischof an den jüngeren William Lloyd, ehemals Bischof von Norwich und ebenso wie er selbst als Non-Voter amtsenthoben. Dass Lloyd neue Bischöfe weihte, hatte Sancrofts volle Unterstützung.
Der 76-jährige Sancroft erkrankte an einem Fieber und betete noch auf dem Totenbett für die Rückkehr der legitimen Herrscher aus dem Hause Stuart. Er hinterließ kein Testament, da der neue (von ihm als illegitim betrachtete) Erzbischof von Canterbury, John Tillotson, dieses hätte anerkennen müssen, und wurde auf dem Kirchhof von Fressingfield beigesetzt. Seine selbstverfasste Grabinschrift drückt Ergebung in Gottes Willen aus. Der Großteil seiner wertvollen Sammlung von Manuskripten gelangte in die Bodleian Library, seine Bibliothek dagegen ins Emmanuel College.